# 사르데냐우는토끼
사르데냐우는토끼(Prolagus sardus)는 지중해우는토끼과에 속하는 토끼의 일종으로 사르데냐에 서식했던 종이다. 비슷한 종으로 코르시카에 서식했던 코르시카우는토끼(Prolagus Corsicanus)도 존재하며, 이 두 종은 하나의 종으로 취급되기도 한다.
사르데냐 우는토끼는 몸길이가 20~25cm 정도로, 일반적인 우는토끼(몸길이 11∼19cm)에 비해 컸다. 사르데냐 사람들은 이 동물을 거대한 쥐나, 꼬리없는 큰 토끼로 기록했다. 또 다른 우는토끼보다 낮은 고도인 해발 800m 이상의 초원지대에 살았는데, 이는 사르데냐에 그만한 고지대가 없었기 때문이다. 이러한 다른 우는토끼들과는 완전히 다른 이러한 특성들로 인해 우는토끼속(Ochotona)과는 독립된 지중해우는토끼과(Prolagidae)으로 분류되나, 사르데냐 우는토끼 외에는 모두 선사시대에 멸종해 버렸다.
식성은 다른 토끼들과 마찬가지로 초식성이었다.
이 종의 멸종은 기원전 7500~6900년대에 사람이 들어오면서 시작되었다. 사람들과 함께 개와 붉은 여우가 도입되었고, 이들을 잡아먹으면서 육상 포식자에 대한 적응력이 없는 이들을 멸종위기로 내몰았으며, 또한 다른 외래종과의 경쟁이 이들을 멸종의 나락으로 던져버렸는데, 곰쥐(Black Rat, Rattus rattus)일 가능성이 높다. 그결과 마지막 기록은 1774년이었고, 18세기 말에서 19세기 초에 멸종한 것으로 추정되었다. 일부는 이 종이 사르데냐 섬의 중앙 산맥 지역에 살고 있을 것이라고 추정했으나, 증거가 없어서 멸종한 것으로 결론 지어졌다. 현재 남아있는 흔적은 몇개의 뼛조각뿐이다.